# Greutberg (kulle i Österrike)
Greutberg är en kulle i Österrike.   Den ligger i  förbundslandet Wien, i den östra delen av landet, 12 km väster om huvudstaden Wien. Toppen på Greutberg är 449 meter över havet, eller 35 meter över den omgivande terrängen. Bredden vid basen är 0,93 km.
Terrängen runt Greutberg är huvudsakligen kuperad, men åt sydost är den platt. Runt Greutberg är det mycket tätbefolkat, med 3 134 invånare per kvadratkilometer.. Närmaste större samhälle är Wien, 12,0 km öster om Greutberg. 
I omgivningarna runt Greutberg växer i huvudsak blandskog.